# 莫利耶尔
莫利耶尔（法語：Molières，發音：[mɔljɛʁ]），法国西南部市镇，位于奥克西塔尼大区塔恩-加龙省，隶属于蒙托邦区，其市镇面积为38.46平方公里，2022年1月1日时人口数量为1,274人，在法国市镇中排名第8,123位（2022年）。
莫利耶尔位于塔恩-加龙省北部，其北侧与洛特省接壤，多条公路在此交汇。

## 地名来源
根据当地官方网站的论述，“Molières”一名于1640年出现，该名称最初可能于1218年以“Molieras”或1219年以“Moleriis”的形式被记载，可能意为“矿场”、“湿地”或出自拉丁语单词“mollarias”。
莫利耶尔所处区域历史上曾通行奥克语，“Molières”在奥克语维基百科、Openstreetmap及当地的双语路牌中均被标记为“Molièras”。

## 历史
莫利耶尔的早期历史尚不清楚。根据当地官方网站的论述，莫利耶尔始建于公元十二世纪，彼时一条连接卡奥尔和图卢兹之间的道路由此通过。公元1270年，阿爾方斯·德·普瓦捷将莫利耶尔设置为一处巴斯蒂德，此后当地人口数量逐年增加。英法百年战争期间，莫利耶尔曾被英格兰军队占领。宗教战争期间，莫利耶尔教堂在1567年一场新教徒的围攻中被烧毁。十八世纪初，莫利耶尔曾一度成为一个商业集镇，当地在1785至1788年间遭遇了严重的干旱及寒潮灾害。法国大革命后，莫利耶尔成为洛特省的一个市镇，后于1808年划入新成立的塔恩-加龙省。1898年，莫利耶尔教堂恢复重建。自一战结束以来，莫利耶尔人口数量逐年下降。二十世纪80年代末，莫利耶尔境内的一处湖泊附近建成了野营地。

## 地理

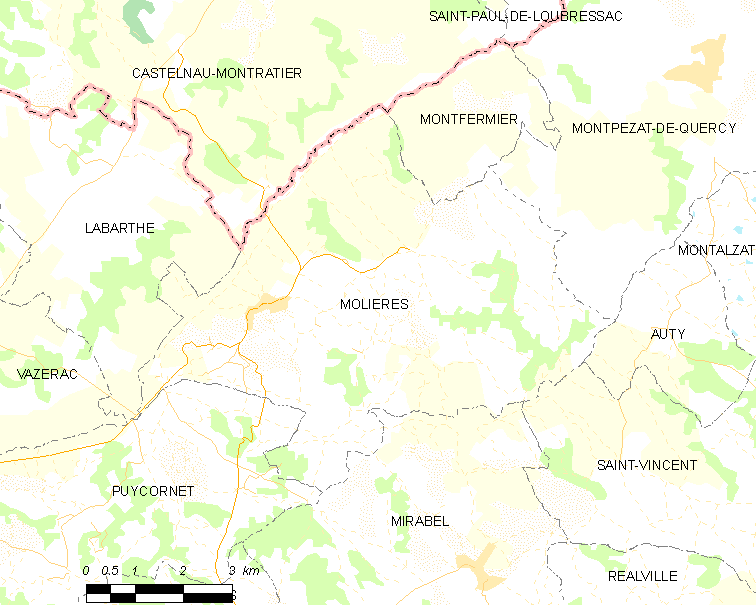
莫利耶尔市镇范围地图

莫利耶尔位于法国西南部，奥克西塔尼大区西部和塔恩-加龙省北部，距离省会蒙托邦大约23公里。与莫利耶尔接壤的市镇包括：欧蒂、卡斯泰尔诺蒙拉捷、拉巴特、米拉贝勒、蒙费尔米耶、凯尔西地区蒙珀扎、皮科尔内和圣樊尚多泰雅克。

### 地形
莫利耶尔位于白色凯尔西地区腹地，境内以浅丘和丘陵为主，市镇中心位于一处条状山坡的顶部，整体山势呈东北-西南走向，全境海拔在102到223米之间。

### 水文
莫利耶尔位于加龙河流域范围内，朗布拉河自东北向西南流经市镇西部，其左岸支流小朗布河则自东向西流经市镇南部；此外市区南部的一条溪流上建有人工水坝并由此形成湖泊，其周边被开辟为水上运动中心。

### 植被
莫利耶尔属于温带阔叶混交林区，林地多分布于河流附近及坡地地带，市镇东部为博尔迪耶树林（Bois Bordiers）。
在鲜花城市的评比中，莫利耶尔暂未被评级。

### 自然灾害
莫利耶尔的地震危险度等级为1级，属于极低危险；氡辐射等级为1级，属于低危险。1982至2025年1月间，莫利耶尔境内共发生14次有记录的自然灾害，其中5次洪涝，7次干旱。

### 气候
莫利耶尔在柯本气候分类法中属于温带海洋性气候（Cfb）。

## 行政区划
莫利耶尔的市镇编号为82113，邮政编号为82220。
在行政管理方面，莫利耶尔隶属于法国奥克西塔尼大区塔恩-加龙省蒙托邦区；在地方选举方面，莫利耶尔隶属于凯尔西-阿韦龙县，其市镇范围全境被划入塔恩-加龙省第一选区；在社会管理方面，莫利耶尔是科萨德凯尔西市镇公共社区的组成部分。
截至2025年2月，莫利耶尔市镇范围内暂无任何安全优先街区及城市政策优先街区。
法国国家统计与经济研究所（简称“INSEE”）在进行数据统计时，未将莫利耶尔划入任何城市核心区（Unité urbaine），将包括莫利耶尔在内的周边共50个市镇划为蒙托邦城市辐射区。此外，INSEE还将莫利耶尔市镇整体看作一个“块区”（IRIS），以便于统计人口分布情况。

## 交通

### 公路
塔恩-加龙省省道D20线、D22线、D29线、D66线、D83线和D959线在莫利耶尔境内交汇。
2021年，70.6%的莫利耶尔家庭拥有至少一辆私人汽车。2022年，莫利耶尔境内共发生各类交通事故2起，造成2人重伤。
| 59 | 19 |

| 蒙托邦 | 24 |

| 拉弗朗赛斯 | 14 |

| 科萨德 | 17 |

### 铁路
距离莫利耶尔最近的运营中的客运铁路车站为18公里外的科萨德站，该站停靠往返于巴黎和图卢兹之间的城际列车，以及往返于图卢兹和布里夫一线的区域列车。

### 航空
莫利耶尔距离图卢兹-布拉尼亚克机场的高速公路里程大约80公里。

### 城市公共交通
截至2025年2月，莫利耶尔暂无城市公共交通系统。

## 政治

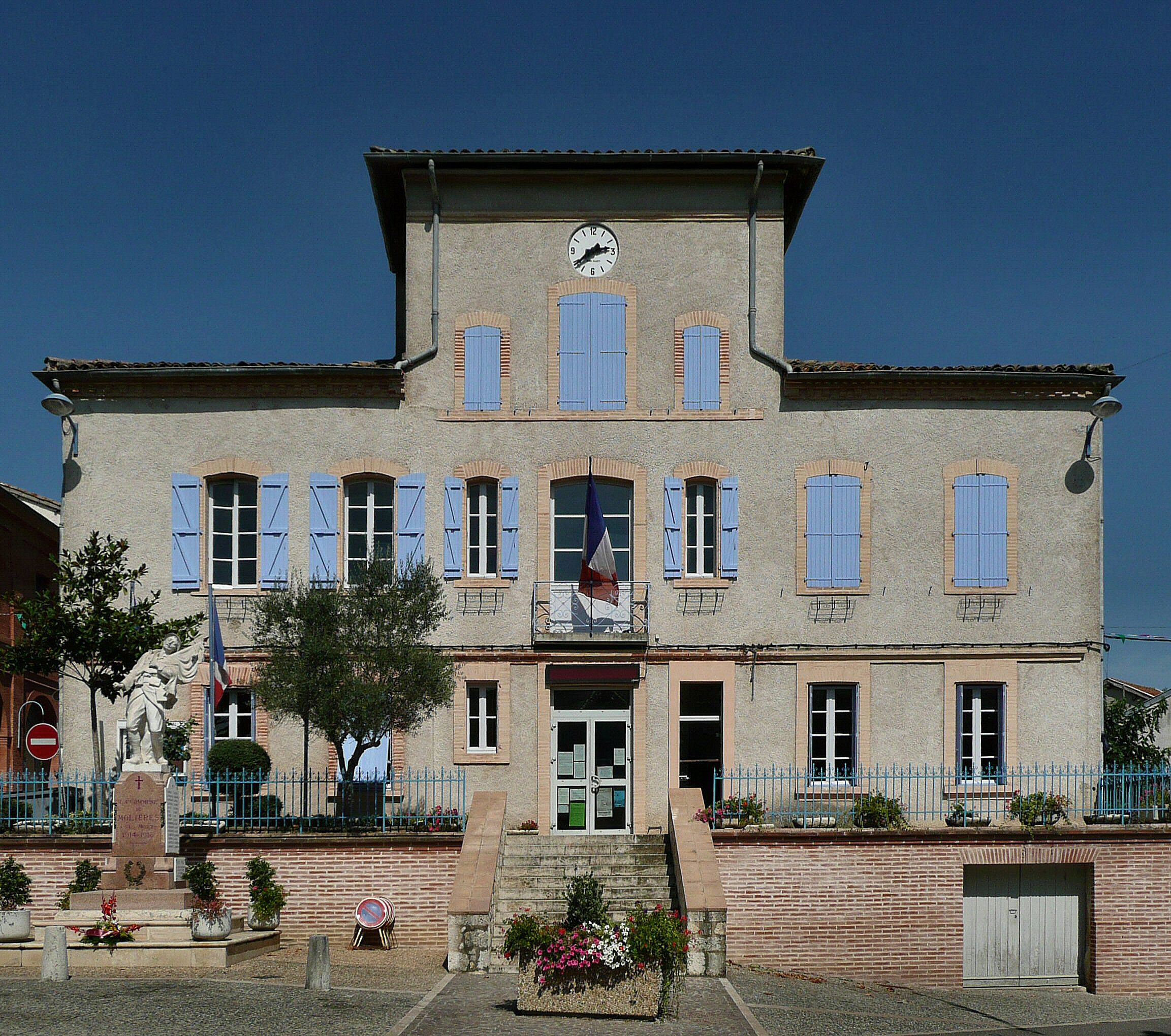
莫利耶尔市政厅

莫利耶尔的现任市长为瓦莱丽·埃布拉尔女士（Valérie HEBRAL），她的党籍不详，在2020年的市政选举中获得了58.76%的支持率。
在2022年的法国总统大选的第二轮选举中，法国极右翼政党国民阵线主席玛丽娜·勒庞在莫利耶尔获得了59.41%的支持率。

## 人口
2022年，莫利耶尔市镇人口数量为1,274，在法国排名第8,123位。其中男性615人，女性630人，75岁及以上人口占15.2%，外籍人口数量为98人，人口密度为33人/平方公里，当地居民被称为（男性）或（女性）。2015至2021年间，莫利耶尔的人口增长率为0.7%。2022年，莫利耶尔境内出生9人，死亡人口21人。
| 莫利耶尔1901年－2022年人口变化情况 |
|                                    |
| 数据来源：Cassini、INSEE           |

## 经济
INSEE于2020年将莫利耶尔划入蒙托邦就业区（Zone d'emploi de Montauban），并又于2022年将其划入科萨德生活区（Bassin de vie de Caussade）。截至2025年2月，莫利耶尔市镇范围内共有各类用人单位（包含自雇）305家，比上一年同期新增8家；（零售）及（门窗安装）是当地2022年已公布营业额最高的两个企业，分别为731,948欧元和116,233欧元。

## 财政与居民收入
2023年，莫利耶尔的财政收入总额为1,769,590欧元，财政支出总额为1,522,500欧元，当年的债务总额为1,143,550欧元。2023年，莫利耶尔市镇通过增值税获得125,070欧元的收入，此外当地还共获得了321,890欧元的国家直接财政补助。
| 莫利耶尔居民收入情况                                                                               | 莫利耶尔居民收入情况 | 莫利耶尔居民收入情况 | 莫利耶尔居民收入情况 |
| 内容                                                                                               | 莫利耶尔             | 塔恩-加龙省          | 法國                 |
| -------------------------------------------------------------------------------------------------- | -------------------- | -------------------- | -------------------- |
| 居民平均时薪                                                                                       | 不详                 | 14.6欧元（2022年）   | 17欧元（2022年）     |
| 高级职员人均时薪                                                                                   | 不详                 | 24.4欧元（2022年）   | 29.1欧元（2022年）   |
| 中级职员人均时薪                                                                                   | 不详                 | 15.7欧元（2022年）   | 16.6欧元（2022年）   |
| 普通职员人均时薪                                                                                   | 不详                 | 11.7欧元（2022年）   | 12.1欧元（2022年）   |
| 工人人均时薪                                                                                       | 不详                 | 12.1欧元（2022年）   | 12.5欧元（2022年）   |
| 贫困率                                                                                             | 不详                 | 16.7%（2021年）      | 14.5%（2021年）      |
| 青壮年（15至64岁）失业率                                                                           | 11.5%（2021年）      | 12.3%（2021年）      | 10.4%（2021年）      |
| 家庭总数                                                                                           | 567（2022年）        | 583（2022年）        | 1,160（2022年）      |
| 征税家庭数量占比                                                                                   | 30.3%（2023年）      | 45.8%（2022年）      | 44.8%（2022年）      |
| 家庭年均纳税                                                                                       | 2,257欧元（2023年）  | 2,428欧元（2022年）  | 4,481欧元（2022年）  |
| *注：INSEE未公布2,000人口以下市镇的部分经济数据。 资料来源：INSEE、L'Internaute、Le Journal du Net |                      |                      |                      |

## 社会事务

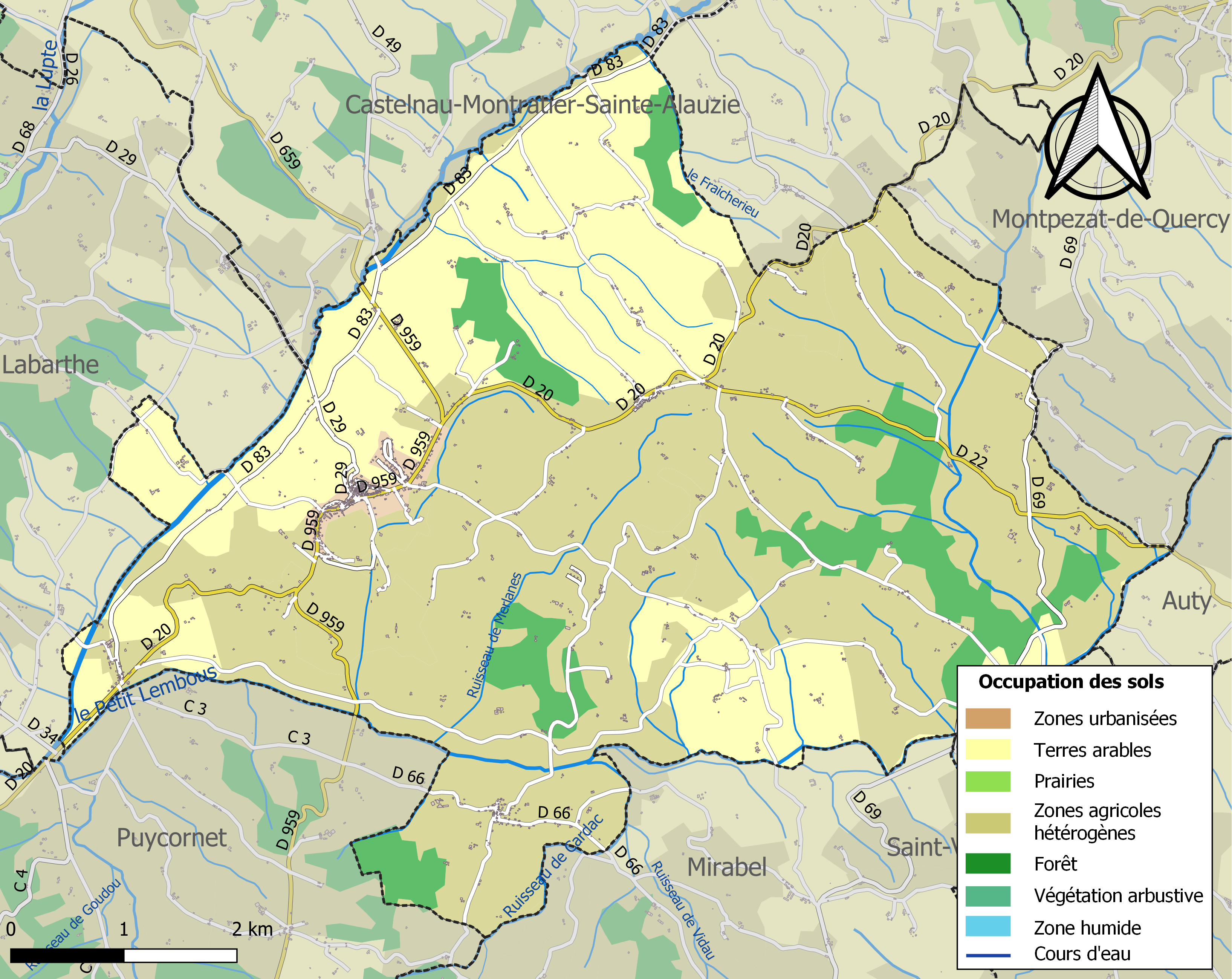
莫利耶尔土地利用情况地图

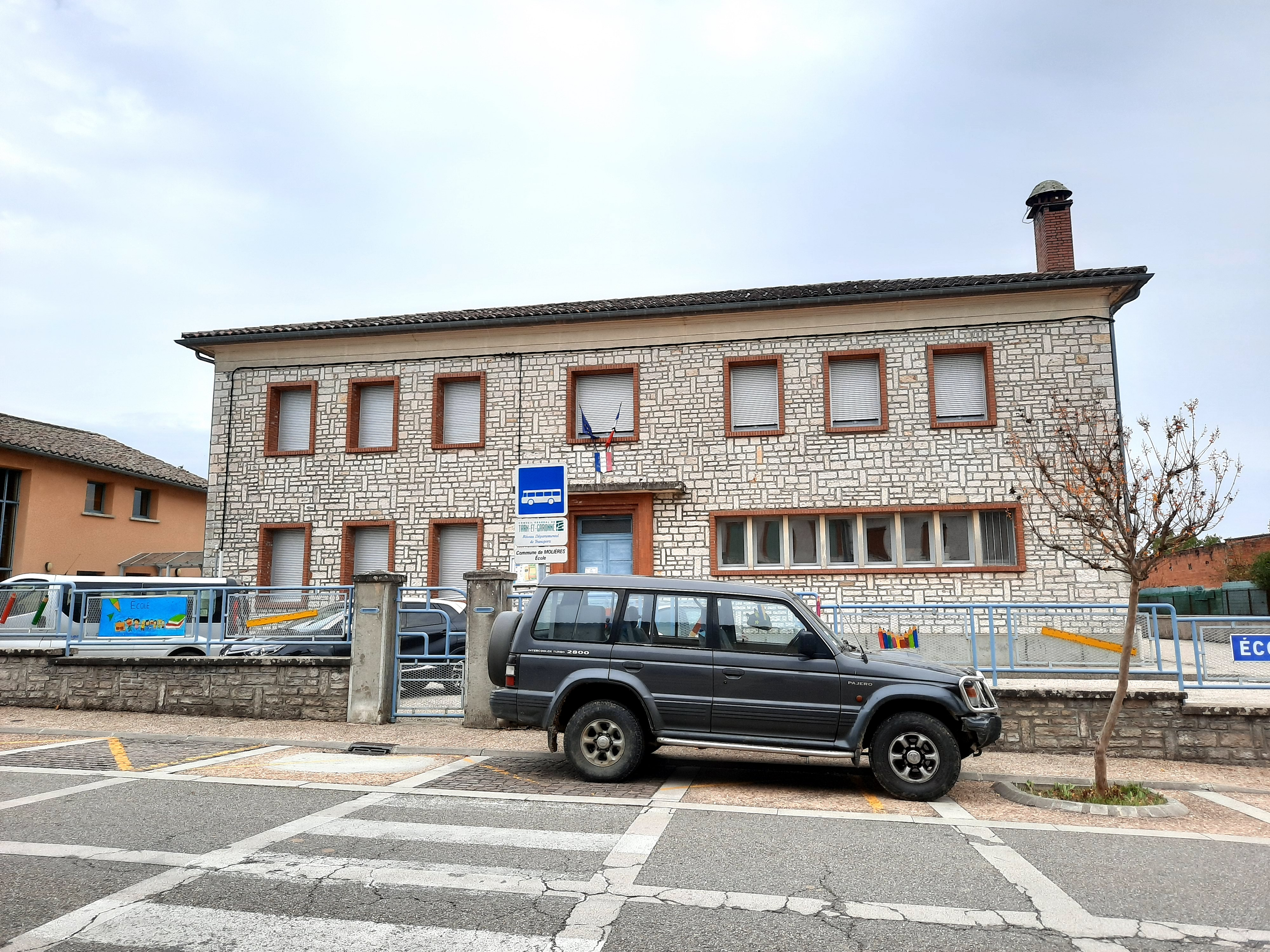
莫利耶尔境内的一所学校

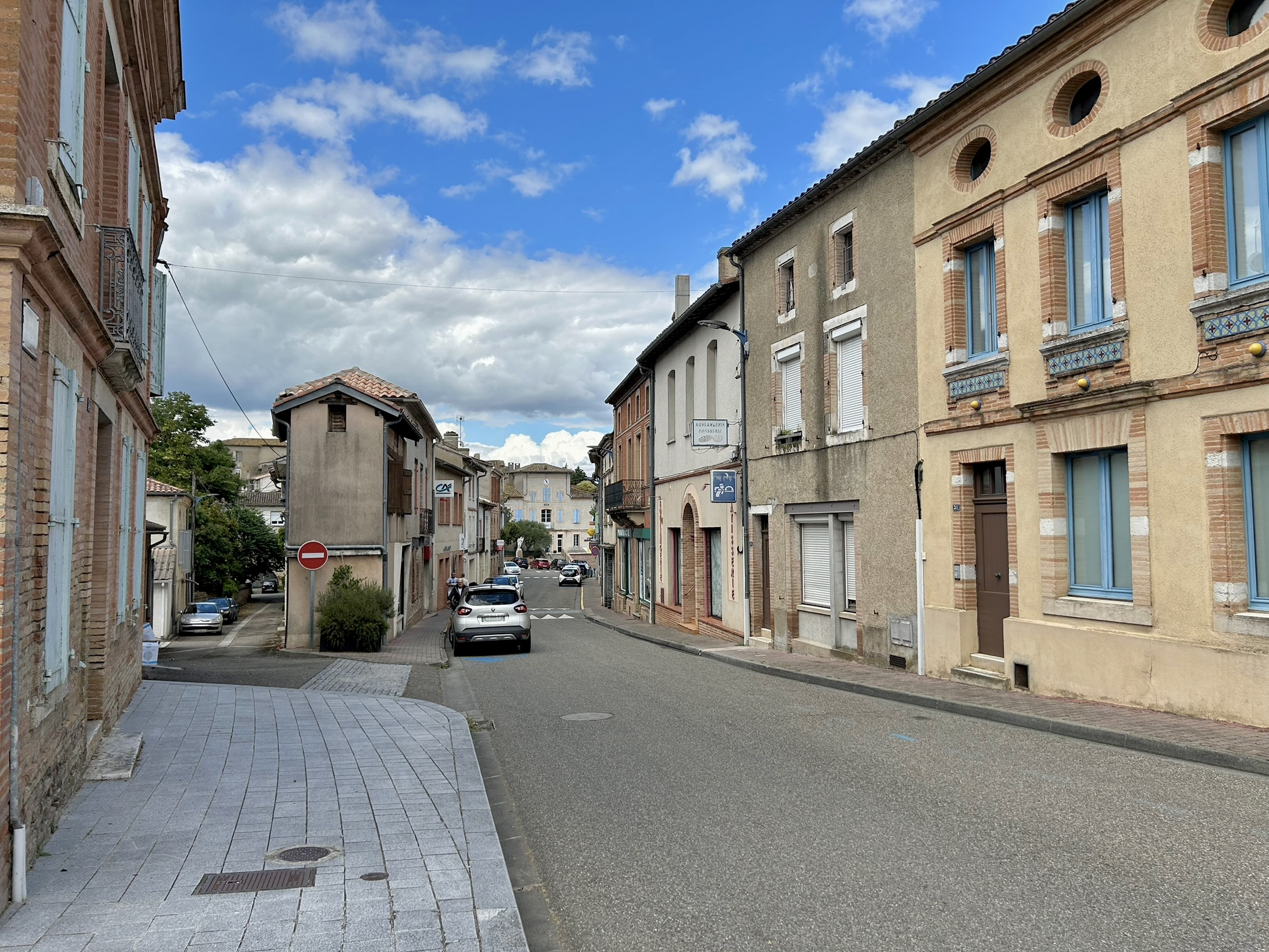
主街

### 教育
莫利耶尔属于图卢兹学区。截至2023年1月1日，莫利耶尔境内共有1所小学。

### 医疗
截至2023年1月1日，莫利耶尔境内共有保健师3名、护士5名、药房1家。
距离莫利耶尔最近的区域性医疗机构为蒙托邦中心医院（Centre Hospitalier de Montauban），其主病区医院位于蒙托邦老城区西北侧，距离莫利耶尔市区的正常车程大约26分钟，该院设有床位698个，是塔恩-加龙省规模最大的公立综合性医院。

### 住房
2021年，莫利耶尔境内共有各类住房759套，其中89.2%为独立式住宅，9.9%为集中式住宅。常住房屋占莫利耶尔市镇范围内居民建筑总量的77.1%。2023年，莫利耶尔的居住税率为15.97%，不动产税率为57.74%（其中空置土地的不动产税率为137.61%）。
在住房保障政策方面，2023年，莫利耶尔境内共有180户家庭获得了家庭津贴补助，受益人数占总人口数量的14.1%，其中65份为房租补助。

### 商业
2021年，莫利耶尔境内共有各类实体商铺38家，其中餐厅6家、杂货店2家、面包房1家、肉铺2家、美容美发店4家、汽车维修店2家。

### 体育
2023年，莫利耶尔境内共有1处网球场和1处足球或橄榄球场。
截至2025年2月，莫利耶尔境内唯一的一家注册足球俱乐部。莫利耶尔体育会足球俱乐部（FCUS Molières，编号512976）是当地的代表性足球队，成立于1942年，其主队2024至2025赛季参加塔恩-加龙省足球联赛乙组（法国第十级别），其莫利耶尔境内的主场为马利韦尔球场（Stade Malivert）。

### 环境
莫利耶尔的环境事务由其所属的科萨德凯尔西市镇公共社区联合各级政府协调负责。2021年，莫利耶尔境内暂无污染企业。

### 治安
2021年，莫利耶尔市镇范围内共有1处宪兵队。
2023年，莫利耶尔市镇范围内累计记录各类案件18起，其中盗窃类案件6起，人身侵犯类案件8起，毒品交易类案件2起。

## 文化

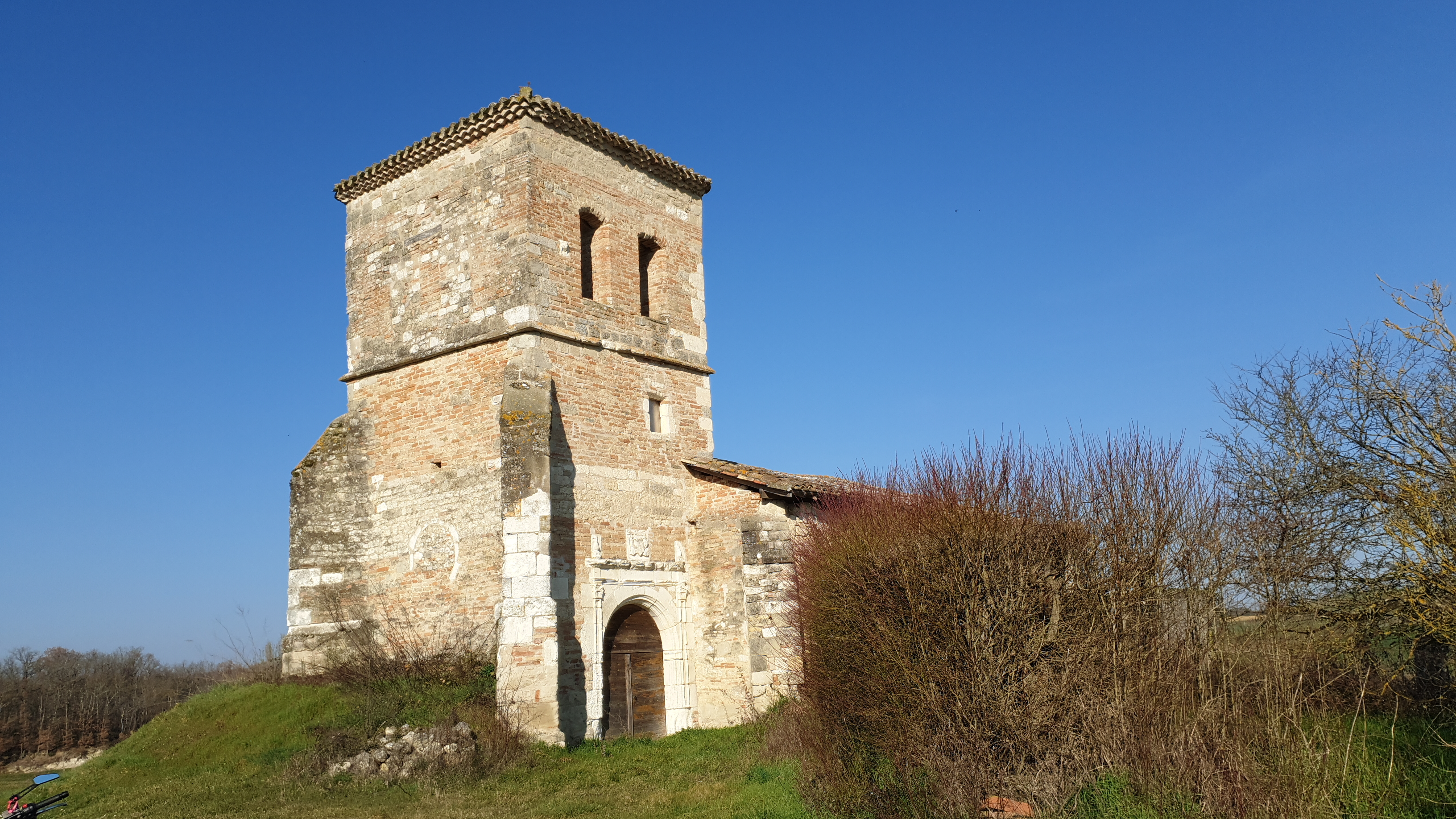
圣纳泽尔教堂

2021年，莫利耶尔境内暂无任何文化设施。莫利耶尔境内建有多媒体中心（Médiathèque），每周三至六向公众开放。

### 建筑
截至2025年2月，莫利耶尔境内共有1处建筑被列入法国国家文物保护单位，为圣纳泽尔教堂（Église Saint-Nazaire de Molières）。

### 旅游
莫利耶尔的旅游事务由其所属的科萨德凯尔西市镇公共社区联合各级政府协调负责。2024年，莫利耶尔境内共有1家酒店共计7间房间；另有2个露营地，可容纳共87辆露营车。

### 媒体
法国主要的媒体均可在莫利耶尔接收，法国电视三台下属的奥克西塔尼大区频道在部分时段播出莫利耶尔所在塔恩-加龙省的地方新闻。《南部追寻》、《自由塔恩周报》、现有广播、Ici奥克西塔尼等是当地主要的地方性媒体。

## 友好城市
截至2025年2月，莫利耶尔暂未建立任何友好城市关系。